# Jakub Lipski (literaturoznawca)
Jakub Paweł Lipski  – polski literaturoznawca,  dr hab. nauk humanistycznych, profesor uczelni i kierownik Katedry Literatur Anglojęzycznych Wydziału Literaturoznawstwa Uniwersytetu Kazimierza Wielkiego.

## Życiorys
. Jest absolwent filologii angielskiej na Uniwersytecie Kazimierza Wielkiego w Bydgoszczy (2009), historii sztuki na Uniwersytecie Kardynała Stefana Wyszyńskiego w Warszawie (2009) oraz kulturoznawstwa na Uniwersytecie Mikołaja Kopernika w Toruniu (2010). 30 września 2013 obronił pracę doktorską In Quest of the Self: Masquerades and Travels in the Eighteenth-Century Novel, 18 grudnia 2018 habilitował się na podstawie pracy zatytułowanej Painting the Novel: Pictorial Discourse in Eighteenth-Century English Fiction (tytuł tylko w języku angielskim). Został zatrudniony na stanowisku profesora w Instytucie Neofilologii i Lingwistyki Stosowanej na Wydziale Humanistycznym Uniwersytetu Kazimierza Wielkiego.
Jest profesorem uczelni oraz kierownikiem w Katedrze Literatur Anglojęzycznych na Wydziale Literaturoznawstwa Uniwersytetu Kazimierza Wielkiego.